# Dolichopeza hirsuticauda
Dolichopeza hirsuticauda är en tvåvingeart som beskrevs av Evgenyi Nikolayevich Savchenko 1968. Dolichopeza hirsuticauda ingår i släktet Dolichopeza och familjen storharkrankar. Inga underarter finns listade i Catalogue of Life.